# Herbert Bock
Herbert Bock (* 31. Juli 1948) ist ein deutscher Kommunikationspsychologe und Hochschullehrer. Er gilt als Begründer des ersten kommunikationspsychologischen Diplomstudiengangs an einer deutschen Fachhochschule und hat maßgeblich zur Entwicklung der Kommunikationspsychologie in Deutschland beigetragen.

## Leben und akademische Ausbildung
Herbert Bock absolvierte zunächst eine Lehre als Werkzeugmacher, bevor er ein Studium der Sozialarbeit an der Katholischen Stiftungshochschule München absolvierte. Anschließend studierte er Erziehungswissenschaft und Psychologie an der Universität Regensburg, wo er 1981 zum Dr. phil. in Psychologie promovierte. 1987 folgte seine Habilitation in Psychologie an derselben Universität.

## Berufliche Laufbahn
Von 1977 bis 1992 war Herbert Bock wissenschaftlicher Mitarbeiter und zuletzt Privatdozent am Institut für Psychologie der Universität Regensburg. Anschließend wurde er Professor für Psychologie an der Hochschule Zittau/Görlitz (HSZG), wo er bis 2013 tätig war. Im Jahr 2005 hat er zudem den Masterstudiengang „Human Communication – Kommunikationspsychologie und -management“ an der Dresden International University gegründet. Bis 2023 war Herbert Bock wissenschaftlicher Leiter des Studiengangs, davon viele Jahre gemeinsam mit Wolfgang Frindte.

## Wissenschaftliche Leistungen
Herbert Bock ist bekannt für seine Forschung zur Bedeutungsanalyse in zwischenmenschlichen Gesprächen sowie zur sprachpsychologischen Untersuchung der Berichterstattung in Printmedien. Seine Analysen zur medialen Darstellung der Reaktorkatastrophe von Tschernobyl und von AIDS in großen Printmedien gehören zu seinen bekanntesten Arbeiten.
Zu seinen besonderen Leistungen zählen:
- Die Einführung des ersten psychologischen Diplomstudiengangs an einer deutschen Fachhochschule (Kommunikationspsychologie, 1997).
- Die Gründung und Leitung eines gemeinnützigen Vereins für Kommunikation, Information und Bildung in Görlitz (KIB-Institut), der u. a. als Trainingsfirma für Studierende der Hochschule Zittau/Görlitz diente.
- Die Gründung und wissenschaftliche Leitung des Masterstudiengangs „Human Communication“ an der Dresden International University.

## Publikationen (Auswahl)
- Semantische Relativität. Beiträge zu einer psychologischen Bedeutungslehre des Sprachgebrauchs, Habilitationsschrift, 1990 (Online)
- Die Reaktorkatastrophe von Tschernobyl. Eine sprachpsychologische Analyse von Presseberichten, 1989 (Online)
- Argumentationswert bildhafter Sprache im Dialog, Dissertation, 1981